# Torres de São Marinho
As Torres de São Marinho (em italiano:  Torri di San Marino) são um conjunto de três torres situadas nos picos do monte Titano, na capital são-marinhense de São Marinho, que representam a bandeira nacional e o brasão de armas do país. 

## Primeira torre
A Guaita, também conhecida como Rocca, é considerada a mais antiga das três torres e a mais famosa. Foi construída no século XI e serviu como prisão durante um breve período. Foi reconstruída inúmeras vezes e a sua estrutura atual data do século XV, durante a guerra travada entre São Marinho e a Casa de Malatesta.

## Segunda torre

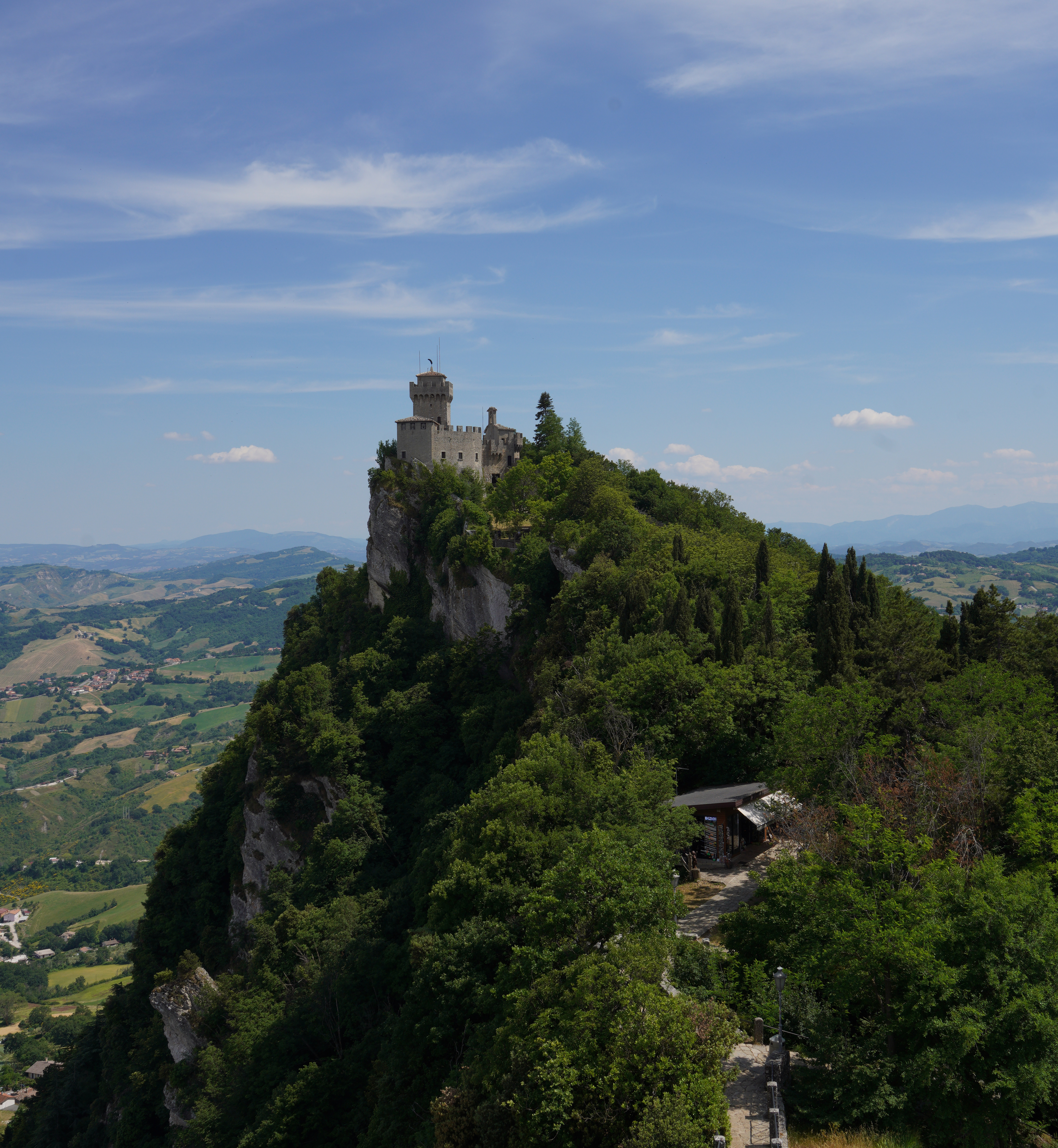
A torre da Cesta.

A Cesta, também conhecida como Fratta, está localizada no ponto mais alto do monte Titano, e nela há um museu estabelecido em 1956 que homenageia o diácono Marinho, com exposições de mais de 1 550 armas datadas da Idade Média até a Idade Contemporânea. Foi construída no século XIII sobre as ruínas de um antigo forte romano.

## Terceira torre

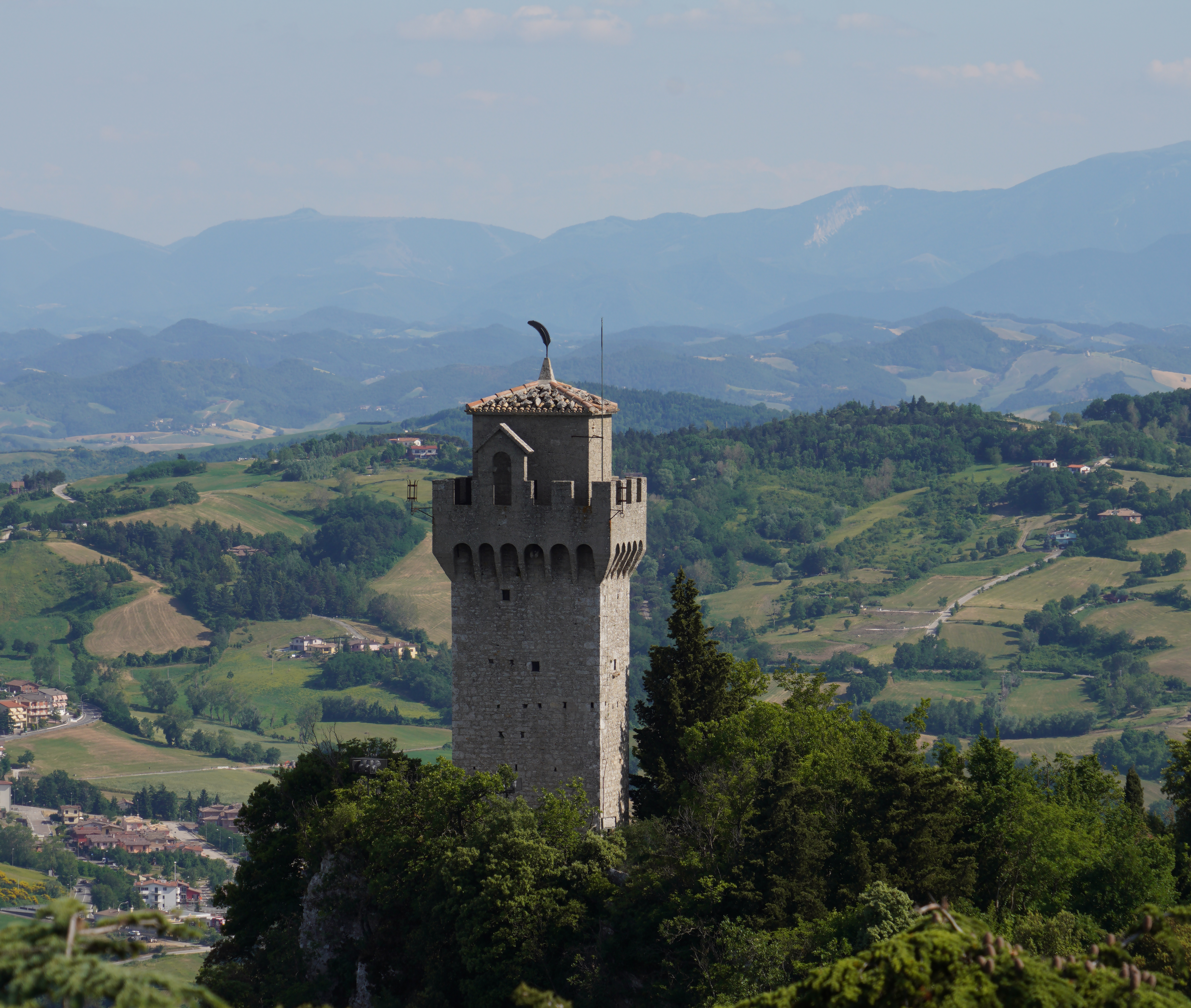
A torre do Montale.

A torre do Montale está localizada no menor dos picos do monte Titano. Ao contrário das outras torres, esta não é aberta ao público. Foi construída no século XIV. Acredita-se que tenha sido construída para a proteção contra o poder crescente da família Malatesta na região. Também foi usada como prisão, e portanto, a única entrada da torre é uma porta situada a cerca de sete metros do nível da superfície, algo comum na arquitetura carcerária da época.